# USS Douglas L. Howard (DE-138)
USS Douglas L. Howard (DE-138) là một tàu hộ tống khu trục lớp Edsall từng phục vụ cùng Hải quân Hoa Kỳ trong Chiến tranh Thế giới thứ hai. Nó là chiếc tàu chiến duy nhất của Hải quân Hoa Kỳ được đặt cái tên này, theo tên Đại tá Hải quân Douglas Legate Howard (1885-1936), người từng là cầu thủ, đội trưởng và huấn luyện viên cho đội bóng bầu dục của Học viện Hải quân Hoa Kỳ, và cũng từng được tặng thưởng Huân chương Chữ thập Hải quân do thành tích phục vụ trong Chiến tranh Thế giới thứ nhất.
Nó đã phục vụ cho đến khi chiến tranh kết thúc, xuất biên chế năm 1946, rồi bị bán để tháo dỡ vào năm 1974. Douglas L. Howard được tặng thưởng một Ngôi sao Chiến trận do thành tích phục vụ trong Thế Chiến II.

## Thiết kế và chế tạo
Lớp Edsall có thiết kế hầu như tương tự với lớp Cannon dẫn trước; khác biệt chủ yếu là ở hệ thống động lực Kiểu FMR do được trang bị động cơ diesel Fairbanks-Morse dẫn động qua hộp số giảm tốc đến trục chân vịt. Đây là cấu hình động cơ được áp dụng rộng rãi trên tàu ngầm, được chứng tỏ là có độ tin cậy cao hơn so với lớp Cannon.
Vũ khí trang bị bao gồm ba pháo 3 in (76 mm)/50 cal trên tháp pháo nòng đơn có thể đối hạm hoặc phòng không, một khẩu đội pháo phòng không Bofors 40 mm nòng đôi và tám pháo phòng không Oerlikon 20 mm. Vũ khí chống ngầm bao gồm một dàn súng cối chống tàu ngầm Hedgehog Mk. 10 (có 24 nòng và mang theo 144 quả đạn); hai đường ray Mk. 9 và tám máy phóng K3 Mk. 6 để thả mìn sâu. Con tàu vẫn giữ lại ba ống phóng ngư lôi Mark 15 21 inch (533 mm), và được trang bị radar SC dò tìm không trung và mặt biển. Thủy thủ đoàn đầy đủ bao gồm 186 sĩ quan và thủy thủ.
Douglas L. Howard được đặt lườn tại xưởng tàu của hãng Consolidated Steel Corporation ở Orange, Texas vào ngày 8 tháng 12, 1942. Nó được hạ thủy vào ngày 24 tháng 1, 1943, được đỡ đầu bởi bà D. I. Thomas, con gái Đại tá Howard, và nhập biên chế cùng Hải quân Hoa Kỳ vào ngày 29 tháng 7, 1943 dưới quyền chỉ huy của Hạm trưởng, Thiếu tá Hải quân Gordon D. Kissam.

## Lịch sử hoạt động
Sau khi hoàn tất việc chạy thử máy huấn luyện tại khu vực biển Caribe, Douglas L. Howard bắt đầu làm nhiệm vụ hộ tống vận tải vượt Đại Tây Dương. Trong giai đoạn từ ngày 4 tháng 10, 1943 đến ngày 19 tháng 3, 1944, nó đã hộ tống ba đoàn tàu vận tải đi sang Casablanca, Maroc thuộc Pháp. Sau đó nó gia nhập một đội đặc nhiệm tìm-diệt tàu ngầm, được hình thành chung quanh tàu sân bay hộ tống Core (CVE-13), để thực hiện một chuyến tuần tra từ ngày 3 tháng 4 đến ngày 30 tháng 5, rồi tiếp nối một chuyến tuần tra tương tự cùng tàu sân bay Wake Island (CVE-65) từ ngày 15 tháng 6 đến ngày 29 tháng 8. Sau khi được sửa chữa tại Boston, Massachusetts, nó gia nhập cùng tàu sân bay Mission Bay (CVE-59) cho một chuyến tuần tra tại Nam Đại Tây Dương từ ngày 8 tháng 9 đến ngày 26 tháng 11.
Douglas L. Howard tiếp tục phục vụ cùng Mission Bay trong đợt huấn luyện chuẩn nhận phi công tàu sân bay ngoài khơi Mayport, Florida. Sau đó nó quay trở lại nhiệm vụ tuần tra chống tàu ngầm tại vùng biển Bắc Đại Tây Dương. Sau khi chiến tranh kết thúc tại Châu Âu, con tàu rời Boston vào ngày 30 tháng 6, 1945 để đi sang khu vực Mặt trận Thái Bình Dương, ghé qua San Diego, California trước khi đi đến Trân Châu Cảng vào ngày 8 tháng 8. Tuy nhiên con tàu vẫn đang được huấn luyện tại khu vực Hawaii khi Nhật Bản chấp nhận đầu hàng vào ngày 15 tháng 8, 1945 giúp chấm dứt vĩnh viễn cuộc xung đột.
Đi đến Eniwetok vào ngày 3 tháng 9 Douglas L. Howard tiến hành hoạt động tuần tra và hộ tống vận tải tại chỗ. Trong giai đoạn từ ngày 25 tháng 9 đến ngày 16 tháng 11, nó trợ giúp vào việc tiếp quản đảo Lele thuộc quần đảo Caroline và loại bỏ thiết bị quân sự của lực lượng đã đầu hàng. Con tàu tiếp tục phục vụ cho việc chiếm đóng quần đảo Marshall cho đến ngày 6 tháng 1, 1946, khi nó khởi hành từ Kwajalein cho hành trình quay trở về Hoa Kỳ, ghé qua San Diego, California trước khi về đến New York vào ngày 15 tháng 2.
Douglas L. Howard đi đến Green Cove Springs, Florida vào ngày 13 tháng 3, nơi nó được cho xuất biên chế vào ngày 17 tháng 6, 1946, và được đưa về Hạm đội Dự bị Đại Tây Dương. Tên nó được cho rút khỏi danh sách Đăng bạ Hải quân vào ngày 1 tháng 10, 1972, và con tàu sau cùng bị bán để tháo dỡ vào ngày 14 tháng 5, 1974.

## Phần thưởng
Douglas L. Howard được tặng thưởng một Ngôi sao Chiến trận do thành tích phục vụ trong Thế Chiến II.
|             |  |  |
| Bronze star |  |  |

| Huân chương Chiến dịch Hoa Kỳ                                                | Huân chương Chiến dịch Hoa Kỳ        | Huân chương Chiến dịch Châu Á-Thái Bình Dương | Huân chương Chiến dịch Châu Á-Thái Bình Dương |
| Huân chương Chiến dịch Châu Âu-Châu Phi-Trung Đông với 1 Ngôi sao Chiến trận | Huân chương Chiến thắng Thế Chiến II | Huân chương Chiến thắng Thế Chiến II          | Huân chương Phục vụ Chiếm đóng Hải quân       |